# Dharan
Dharan (népalais : धरान) est une ville du Népal, chef-lieu de la zone de Koshi et située dans le district de Sunsari. Au recensement de 2011, la ville comptait 116 181 habitants.

## Éducation
- Le Mahendra Multiple Campus y est situé ; c'est un des plus grands campus affiliés à l'Université Tribhuvan.

## Personnalités liées
- Minendra Rijal, homme politique, y est né en 1957